# Камено доба
За више детаља о трипериодном систему епоха види и Метално доба
Камено доба означава најстарије раздобље преисторије. Прву периодизацију преисторије дефинисао је дански археолог Кристијан Томасен 1836. године. Његов „тропериодни систем“ којим се преисторија дели на камено, бронзано и гвоздено доба постаје темељ свих каснијих периодизација. Назив је добило по камену од ког су претежно израђивани алати. Камено доба је широк преисторијски период током кога је камен био у широкој употреби за прављење оруђа са ивицом или врхом. Овај период је трајао око 3,4 милиона година и завршио се између 8700. п. н. е. и 2000. п. н. е. са развојем обраде метала.
Године 1865. британски археолог Џон Лубок камено доба дели на старије камено доба или палеолит и млађе камено доба или неолит. Године 1866. Вентроп је додао средње камено доба или мезолит.

## Историјски значај
Камено доба се подудара са еволуцијом рода Homo. Једини могући изузетак је рано камено доба, током кога је могуће да су врсте које су претходиле врсти Homo производиле оруђе. Судећи по добу и локацији постојеће евиденције, колевка људског рода је био систем источноафричког расцепа, посебно предео севера Етиопије, где се граничи са пашњацима. Најближи сродник међу другим живућим приматима, род Pan, представља грану која је наставила да обитава у дубокој шуми, где су примати еволуирали. Расцеп је служио као пролаз за кретање у јужну Африку, а исто тако северно низ Нил у северну Африку и кроз наставак процепа до Леванта, и даље на огромне травњаке Азије.
Почевши пре око 4 милиона година један биом се успоставио од Јужне Африке кроз процеп, северну Африку, и кроз Азију до модерне Кине, који се назива „трансконтинентални 'саванастан'”. Полазећи од пашњака у процепу, Homo erectus, претходник савремених људи, је нашао еколошку нишу као градитељ алата и временом је развио зависност од тога, постајући „оруђима опремљен становник саване”.

## Камено доба у археологији

### Почетак каменог доба
Најстарија посредна евиденција о употреби каменог оруђа су фосилизоване животињске кости са траговима употребе алата; оне су око 3,4 милиона година старе и нађене су у долини Аваша у Етиопији. Археолошка открића у Кенији из 2015, указују на могућност да је то вероватно најстарија хоминидна употреба оруђа откривена до сад, из чега следи да је Kenyanthropus platyops (3,2 до 3,5 милиона година стар плиоценски хоминински фосил откривен на језеру Туркана у Кенији 1999. године) вероватно био најранији познати корисник оруђа.
Најстарија камена оруђа су ископана на локацији Ломекви 3 у западној Туркани у северозападној Кенији, и стара су око 3,3 милиона година. Пре открића тих „Ломеквијанских” оруђа, најстарија позната оруђа су била нађена на неколико локација у Гони, Етиопија, у седиментима палео-Авашке реке, који су помогли у њиховом датирању. Сва та оруђа потичу из Бусидамске формације, која лежи изнад дисконформитета, или недостајућег слоја, који одговара периоду од пре 2,9 до 2,7 милиона година. Најстарије локације које садрже оруђа су датиране на пре 2,6–2,55 милиона година. Једна од најупечатљивијих околности ових локација је да су оне из касног плиоцена, док се пре њиховог открића сматрало да су алати еволуирали само у плеистоцену. Екскаватори на локалитету напомињу да су:
"... најранији израђивачи камених оруђа били вешти окресивачи .... Могући разлози за овој наизглед нагли прелазак са одсуства камених алата, на његову заступљеност укључују ... празнине у геолошком запису."
Врсте које су направиле плиоценска оруђа нису познате. Фрагменти Australopithecus garhi, Australopithecus aethiopicus и Homo, вероватно Homo habilis, су били нађени на оближњим локацијама са приближном старошћу Гона алата.

### Крај каменог доба
Изум технике топљења руде означио је крај каменог доба и почетак бронзаног доба. Први значајни метал који је кориштен је била бронза, легура бакра и калаја, који су засебно топљени. Прелаз из каменог доба у бронзано доба је био период током којег су модерни људи знали како да издвоје бакар, али производња бронзе није била још развијена, тај период је познат као бакарно доба, енеолит или халколит, доба бакарног камена. Халколит је по конвенцији био иницијални период бронзаног доба. Бронзаном добу је следило гвоздено доба.
До транзиције каменог доба је дошло између 6000. п. н. е. и 2500. п. н. е. кад је већински део човечанства живео у Северној Америци и Евразији. Прва евиденција људске металургије датира из периода између 5. и 6. миленијума п. н. е. на археолошким локацијама Мајданпек, Јармовац, и Плочник у данашњој Србији. (Бакарна секира из 5500. п. н. е. припада Винчанској култури), мада се конвенционално не сматра делом халколита или бакарног доба, она пружа најранији познати пример бакарне металургије. Еци, мумија из времена око 3300. п. н. е. представља остатке човека који је са собом носио бакарну секиру и кремени нож.
У регионима као што је подсахарска Африка, каменом добу је директно следило гвоздено доба. Средњи исток и југоисточни азијски региони су превазишли технологију око 6000 п. н. е, Европа и остатак Азије су изашли из каменог доба око 4000. п. н. е. Културе прото-Инка Јужне Америке су биле у каменом добу до око 2000 п. н. е, кад се почело са употребом злата, бакра и сребра. За Америке је карактеристично да није дошло до широко заступљеног развоја топљења бронзе или гвожђа након каменог доба, мада је технологија постојала. Производња каменог оруђа се наставила и након завршетка каменог доба у датој области. У Европи и Северној Америци, камени млинови су остали у употреби до 20. века, и још увек се користе у многим деловима света.

### Концепт каменог доба
Термини „камено доба”, „бронзано доба” и „гвоздено доба” никад нису имали за циљ да се сугерише да се напреци и временски периоди у преисторији требају мерити само по типу материјала оруђа, пре него на пример по друштвеној организацији, кориштеним изворима хране, адаптацији на климу, адаптацији пољопривреде, припреме хране, насељима и религији. Попут грнчарије, типологија каменог оруђа у комбинацији са релативном секвенцом типова у разним регионима пружа хронолошки оквир за еволуцију човека и друштва. Они служе као дијагностика датума, пре него карактеризација људи или друштва.
Литичка анализа је главна и специјализована форма археолошког истраживања. Она обухвата мерење каменог оруђа ради утврђивања његове топологије, функције и технологије производње. Њоме је обухваћено научно истраживање литичног смањења сировог материјала, испитивање начина на који су направљени артефакти. Највећи део ове студије се одвија у лабораторији у присуству разних стручњака. У експерименталној археологији, истраживачи покушавају да креирају реплике алата да би разумели како су направљени. Окресивачи су занатлије које користе оштра оруђа ради редуковања кременског камена до каменог алата.
Поред литичке анализе, теренски преисторичари користе широк опсег техника изведених из других поља. Рад археолога на одређивању палеоконтекста и релативне секвенце слојева је допуњен напорима геолошког специјалисте у идентификацији слојева стена током геолошког периода, палеонтолошког специјалисте за идентификацију костију и животиња, палинолога у откривању и идентификацији биљних врста, физичара и хемичара у лабораторијама који датирају предмете помоћу метода базираних на угљенику-14, калијуму-аргону и низа других. Студија каменог доба никада није имала примарни фокус на каменом оруђу и археологији, који су само вид евиденције. Главни фокус је увек био на друштву и физичким људима који су му припадали.
Колико год да је био користан, концепт каменог доба има своја ограничења. Распон датума овог периода је двосмислен, споран и варијабилан у погледу разних региона. Иако је могуће говорити о општем периоду каменог доба за цело човечанство, неке групе никада нису развијале технологију топљења метала, па су остале у „каменом добу”, док нису наишле на технолошки развијене културе. Термин је формулисан ради описивања археолошке културе Европе. Овај концепт има ограничену применљивост на регионе као што су неки делови Западне Индије и Океаније, где су фармери или ловци-сакупљачи користили камен за алате све до почетка европске колонизације.

Археолози касног 19. раног 20. века, су адаптирали трипериодни систем у њиховом начину резоновања, надајући се да ће моћи да остваре комбинацију културне антропологије и археологије на такав начин да се специфично савремено племе може користити за илустрацију начина живота и веровања људи који су користили специфичну технологију каменог доба. Употреба израза камено доба за описивање људи који данас живе је контроверзна. Удружење друштвених антрополога (енгл. Association of Social Anthropologists) обесхрабрује такву употребу, тврдећи:
„Описивање било које живе групе као 'примитивне' или у 'каменом добу' неизбежно подразумева да су они живи представници неких ранијих фаза људског развоја које је већина човечанства превазишла.”

### Трипериодни систем
Током 1920-тих, Јужноафрички археолози су при организовању колекције каменог оруђа те земље уочили да се она не уклапају у ново успостављени трипериодни систем. По речима Џона Дезмонда Кларка,
„Рано је било схваћено да трипериодна подела културе у камену, бронзану и гвоздену прихваћена у 19. веку за Европу није имала валидност у Африци изван долине Нила.
Сходно томе, они су предложили нови систем за Африку, тростепени систем. Кларк је сматрао да је трипериодни систем валидан у северној Африци; док је у подсахарској Африци, тростепенски систем је био најбољи. У пракси, неуспех афричких археолога или да задрже ову разлику на уму и да објасне који систем они подразумевају, допринели су знатном поистовећивању које је већ било присутно у литератури. Мада постоје две дефиниција каменог доба, оне се односе на исте артефакте и исте технологије, али се разликују по локалитету и времену.
Тростепенски систем је предложио професионални археолог Астли Џон Хилари Гудвин 1929, заједно са Кларенсом ван Рит Лоуом, грађевинским инжењером и аматерским археологом, у чланку са насловом „Културе каменог доба у Африци” (енгл. "Stone Age Cultures of South Africa") у часопису Annals of the South African Museum. До тог времена су периоди раног каменог доба, или палеолита, и касног каменог доба, или неолита (neo = нов), били прилично чврсто дефинисани и Годвин их је сматрао апсолутним. Због тога је предложио релативну хронологију периода са плутајућим датумима, који би се називали раније и касније камено доба. Средње камено доба не би променило своје име, али то не би значило мезолит.
Њих двоје су тако поново измислили камено доба. Међутим, у подсахарској Африци, технологије обраде гвожђа су биле било независно изумљене или су дошле кроз Сахару са севера (види „металургија гвожђа у Африци”). Неолит су првенствено окарактерисала пастирска друштва, а не велика пољопривредна друштва. Иако је постојала металургија бакра у Африци, као и топионице бронзе, археолози тренутно не препознају одвојено бакарно доба или бронзано доба на овом континенту. Штавише, технологије које су укључене у те фазе, како их је Гудвин назвао, нису биле потпуно исте. Од тада, оригинални релативни термини су поистовећени са технологијама палеолита и мезолита, тако да они више нису релативни. Штавише, постојала је тенденција да се компаративни степен одбаци у корист позитивног: резултирајући у два сета раног, средњег и касног каменог доба, сасвим другачијег садржаја и хронологија.
Добровољним споразумом археолози поштују одлуке Панафричког конгреса преисторије, који се окупља сваке четири године ради решавања археолошких питања која му се представљају. Делегати су заправо међународни; организација је преузела своје име од теме. Луис Лики је био домаћин првом конгресу у Најробију 1947. У то доба је био усвојен је Гудвинов и Ловеов троступни систем, при чему су ступњеви названи рани, средњи и касни.

### Проблем транзиције
Проблем транзиција у археологији је грана општег проблема филозофског континуитета, која испитује како дискретни објекти било које врсте који су суседни на било који начин могу да имају однос било које врсте. У археологији се ради о односу узрочности. Ако се за период Б може претпоставити да је наследник периода А, онда мора постојати граница између А и Б, А-Б разграничење. Проблем је у природи ове границе. Ако не постоји јасна граница, онда је становништво периода А изненада престало да упражњава обичаје карактеристичне за А и одједном је почело да се ослања на оне из периода Б, што је мало вероватан сценарио у процесу еволуције. Реалније је постојање дистинктног граничног периода, А/Б транзиције, у којем су се обичаји периода А постепено одбацивали и они из периода Б су стицани. Ако транзиција не постоји, онда нема доказа о било каквом континуитету између А и Б.
Камено доба у Европи је карактеристично по дефициту познатих транзиција. Током 19. и раног 20. века су креатори модерног трипериодног система препознали проблем иницијалне транзиције, празнину између палеолита и неолита. Луис Лики је произвео делимичан одговор доказујући да је човек еволуирао у Африци. Камено доба је морало почети тамо и више пута је пренето у Европу путем миграција популације. Различите фазе каменог доба се стога могу јавити без транзиције. Тиме је терет афричких археолога постао већи, пошто су они сад морали да нађу недостајуће транзиције у Африци. То је тежак проблем и на њему се још увек ради.
Након што је била прихваћена на Првом панафричком конгресу 1947. године, трипериодна хронологија је била измењена на Трећем конгресу 1955. чиме је уврштен први интермедијарни период између раног и средњег периода, да би се обухватиле Форсмитове и Сангоанске технологије, и други интермедијарни период између средњег и касног доба, којим је обухваћена Магосијска технологија и друге. Хронолошка основа за дефинисање је била потпуно релативна. Са приспећем научних метода за одређивање апсолутне хронологије, испоставило се да су два интермедијарна периода произвољна. Они су заправо средњи и рани палеолит. Форсмит се у данашње време сматра да је представник Ашелске културе, дак је Сангоан представник Лупембанске културе. Магосијан је „једна вештачка мешавина два различита периода”.
Након озбиљног преиспитивања, интермедијерни периоди нису задржани до следећег Панафричког конгреса две године, него су званично одбачени 1965. године (опет на саветодавној основи) на Бург Вартенштајновој конференцији #29, Систематска истрага афричког касног терцијара и кватернара (енгл. Systematic Investigation of the African Later Tertiary and Quaternary), која је конференција о антропологији коју одржава Wenner-Gren задужбина, у Бург Вартенштајновом дворцу, који је у то време поседовала Аустрија, и којој су присуствовали исти научници који били присутни на Панафричком конгресу, укључујући Луиса Ликија и Мари Лики, која је дала пробну презентацију њене типолошке анализе оруђа раног каменог доба, што је уврштено у њен допринос из 1971. у раду Olduvai Gorge, "Excavations in Beds I and II, 1960–1963." Мада су интермедијерни периоди одбачени, потрага за транзицијама се наставља.

## Галерија
- Накит из каменог доба, поставка Народног музеја у Пожаревцу
- Накит из каменог доба, поставка Народног музеја у Пожаревцу